# Spyware
Špijunski softver (engl. spyware) je široka kategorija štetnog softvera s namjenom da presreće ili preuzima djelomično kontrolu rada na računalu bez znanja ili dozvole korisnika. Dok sam naziv sugerira da je riječ o programima koji nadgledaju rad korisnika, ovaj naziv danas označava široku paletu programa koji iskorištavaju korisničko računalo za stjecanje koristi za neku treću osobu. 
Pojam spyware prvi put se spominje 16. listopada 1995. na Usenetu. 
Špijunski softver se razlikuje od virusa i crva u tome što se obično ne replicira. Kao mnogi novi virusi, špijunski softver je dizajniran da iskorištava zaražena računala za komercijalnu dobit. Tipične taktike su prikazivanje ne zahtjevanih pop-up reklama; krađa osobnih informacija (uključujući i financijske informacije kao što su brojevi kreditnih kartica i lozinke); praćenje aktivnosti na internetu za marketinške svrhe; ili preusmjeravanje HTTP zahtjeva na reklamne stranice. U nekim slučajevima, špijunski softver se koristi za verificiranje pridržavanja uvjeta licence za korištenje programa. Zaraza se u najvećem broju slučajeva događa prilikom posjete stranica s ilegalnim ili ne prilagođenim pornografskim(djeca iznad 18) sadržajem. Distributeri špijunskih programa obično predstavljaju program kao koristan uslužni program ili softwerski agent.
U špijunske programe ubrajaju se CoolWebSearch, Internet Optimizer (DyFuCa), HuntBar, Movieland (Moviepass.tv, Popcorn.net) i Zlob trojan. Postoje mnogi antispyware programi koji mogu ukloniti ili blokirati spyware (Ad-Aware, Windows Defender, SpywareBlaster).  

## Usporedi
- freeware
- shareware
- demo
- abandonware
- vaporware
- shovelware (crapware, garbageware)
- adware
- donationware
- otvoreni kod
- nagware
- glossyware
- beerware